# Müpa – Nemzeti Színház megállóhely
A Müpa – Nemzeti Színház (2012 májusáig Lágymányosi híd; 2017 augusztusáig Közvágóhíd) egy budapesti HÉV-megállóhely, melyet a MÁV-HÉV Helyiérdekű Vasút Zrt. (MÁV-HÉV) üzemeltet. 2000-ben, az 1-es villamos Lágymányosi hídig hosszabbításához kapcsolódóan építették.

## Forgalom
| Járat | Útvonal                                                                                               | Gyakoriság      |
| ----- | --- | --------------- |
|       | Boráros tér ↔ Müpa – Nemzeti Színház ↔ Szabadkikötő ↔ Szent Imre tér ↔ Karácsony Sándor utca ↔ Csepel | 6-15 percenként |

## Megközelítés budapesti tömegközlekedéssel
- Villamos:  1, 2, 24
- Busz:  54, 55, 224
- Éjszakai busz:  918, 923, 934 (hétvége hajnalban), 979, 979A